# Grand jury
Il grand jury (letteralmente «gran giuria», più comunemente reso in italiano come «gran giurì») rappresenta, in alcuni ordinamenti di common law, una particolare giuria chiamata a stabilire se le prove raccolte sono sufficienti per iniziare un processo penale nei confronti di una persona.

## Funzione
Il grand jury esamina, in un procedimento a porte chiuse, le prove presentate dall'accusa (prosecutor) e, se le ritiene sufficienti, accusa formalmente l'imputato di aver commesso il reato (indictment); in conseguenza di ciò l'imputato sarà sottoposto a processo. Il grand jury, pertanto, si distingue dalla giuria operante nel processo vero e proprio, detta anche petit jury (piccola giuria) per il minor numero di componenti di quest'ultima (per lo più 12, mentre quelli del grand jury arrivano anche a 23). Come per la petit jury, i membri del grand jury sono tratti a sorte dai cittadini.
L'istituto del grand jury è stato abbandonato da quasi tutti gli ordinamenti di common law. Sopravvive negli Stati Uniti per i più gravi reati di competenza federale, essendo prescritto da una norma costituzionale. Poiché la stessa norma non si applica ai reati di competenza degli Stati, alcuni di questi (circa la metà) lo hanno soppresso. Dove il grand jury è stato abbandonato, è stato sostituito dall'istituto dell'udienza preliminare (preliminary hearing), nel corso della quale il giudice fa un primo vaglio dell'accusa, verificando se le prove sono idonee a sostenerla in giudizio. Un istituto analogo è stato introdotto anche in Italia: si tratta dell'udienza preliminare, che si svolge innanzi al giudice dell'udienza preliminare (GUP) e si può concludere con il rinvio a giudizio o una sentenza di non luogo a procedere.